# ضربه طوفان
ضربه طوفان فیلمی به کارگردانی علی قوی‌تن ساخته که سال ۱۳۷۲ است.

## داستان فیلم
موضوع فیلم به دوران پس از جنگ ایران و عراق و اثرات آن بر جامعه ایرانی بازمی‌گردد.
طوفان (جمشید هاشم‌پور) نام شخصیت اصلی این فیلم که در دوران جنگ زن و فرزند خود را از دست داده و پس از گذشت سالها کم‌کم به آرامشی نسبی رسیده تا اینکه یکی از خائنین به مملکت در دوران جنگ، از زندان آزاد شده و چون طوفان در زندانی شدن وی و اعدام برادرش نقش اساسی را داشته پس به سوی وی رفته و درصدد انتقام به هر نحوی بر می‌آید. در راه انتقام نامزد و همچنین کودک بی سرپرستی(حامد قوی تن) که طوفان قصد پدر خواندگی وی را دارد نیز صدمه دیده و وارد این بازی می‌شوند.
در پایان طوفان با وی درگیر شده و طی این درگیری او را می‌کشد.

## بازیگران
- جمشید هاشم‌پور
- مجید میرزاییان
- مرجانه گلچین
- کاظم افرندنیا
- کامران باختر
- اکبر ظفرنیام
- فرهاد خانمحمدی
- شاپور بخشایی
- حامد قوی‌تن
- امید آذرگشب
- مرجان بهرامی
- مهدی رئیس فیروز
- حمیده کاظمی
- خاطره خلقی
- رضا ریاحی